# Příběhy Richarda O.
Příběhy Richarda O. (v originále L'Histoire de Richard O.) je francouzský hraný film z roku 2007, který režíroval Damien Ooul podle vlastního scénáře. Snímek vyšel v ČR na DVD v roce 2008.

## Děj
Richarda nešťastnou náhodou zabije mladá dívka u něj v bytě. Děj se poté přenese o několik týdnů zpět. Richard a jeho přítel Le Grand se společně pohybují po Paříži. Le Grand, který je mentálně trochu zaostalý, oslovuje na ulici dívky, aby s nimi natočil spot do castingu. Pokud souhlasí, Le Grand s nimi natočí rozhovor o jejich sexuálním životě. Richard poté s nimi má milostný poměr. Le Grand se následně také seznámí s ženou, se kterou naváže trvalý vztah.

## Obsazení
| Mathieu Amalric     | Richard O.                   |
| Rhizlaine El Cohen  | dívka, která zabije Richarda |
| Stéphane Terpereau  | Le Grand                     |
| Alexandra Sollogoub | dívka v restauraci           |
| Ludmila Ruoso       | Richardova kamarádka         |
| Marianne Costa      | věštkyně                     |
| Valerie Bert        | Richardova sousedka          |